# قاموس ماكواري
قاموس ماكواري (بالإنجليزية: Macquarie Dictionary)‏ هو قاموس من الإنجليزية الأسترالية. يستخدم عموما من قبل الجامعات والمهن القانونية ليكون مصدرا موثوقا في الإنجليزية الأسترالية.

## وصلات خارجية
- قاموس ماكواري على الانترنت  (الاشتراك مطلوب)